# Jean Davoust
Jean Davoust, né le 5 octobre 1728 à Mayenne et mort le 17 août 1789 à Kesui, province d'Annam, est un missionnaire de la société des Missions étrangères de Paris et un évêque français.

## Biographie
Il commence ses études au séminaire de Saint-Sulpice avant d'entrer aux Missions étrangères de Paris.
Ordonné prêtre le 22 septembre 1753, il part un mois plus tard pour le Tonkin occidental. Il y apprend la langue annamite.
Il est envoyé en mission à Rome en 1759, puis à Paris, en 1763.
Il retourne à Rome en 1771, et est nommé évêque titulaire du Ceramus (de), coadjucateur du Tonkin, recevant la consécration épiscopale le 6 octobre 1771. Son installation est compliquée à cause des conflits liés à l'organisation interne des missions.
Il est rappelé par lettre de cachet en 1781. Il s'embarque définitivement à Lorient en 1782 pour exercer son vicariat.
Il meurt le 17 août 1789, après avoir gouverné sa mission pendant sept ans. Il est enterré dans l'église de Kedam[Où ?].